# Армия (войсковое объединение)

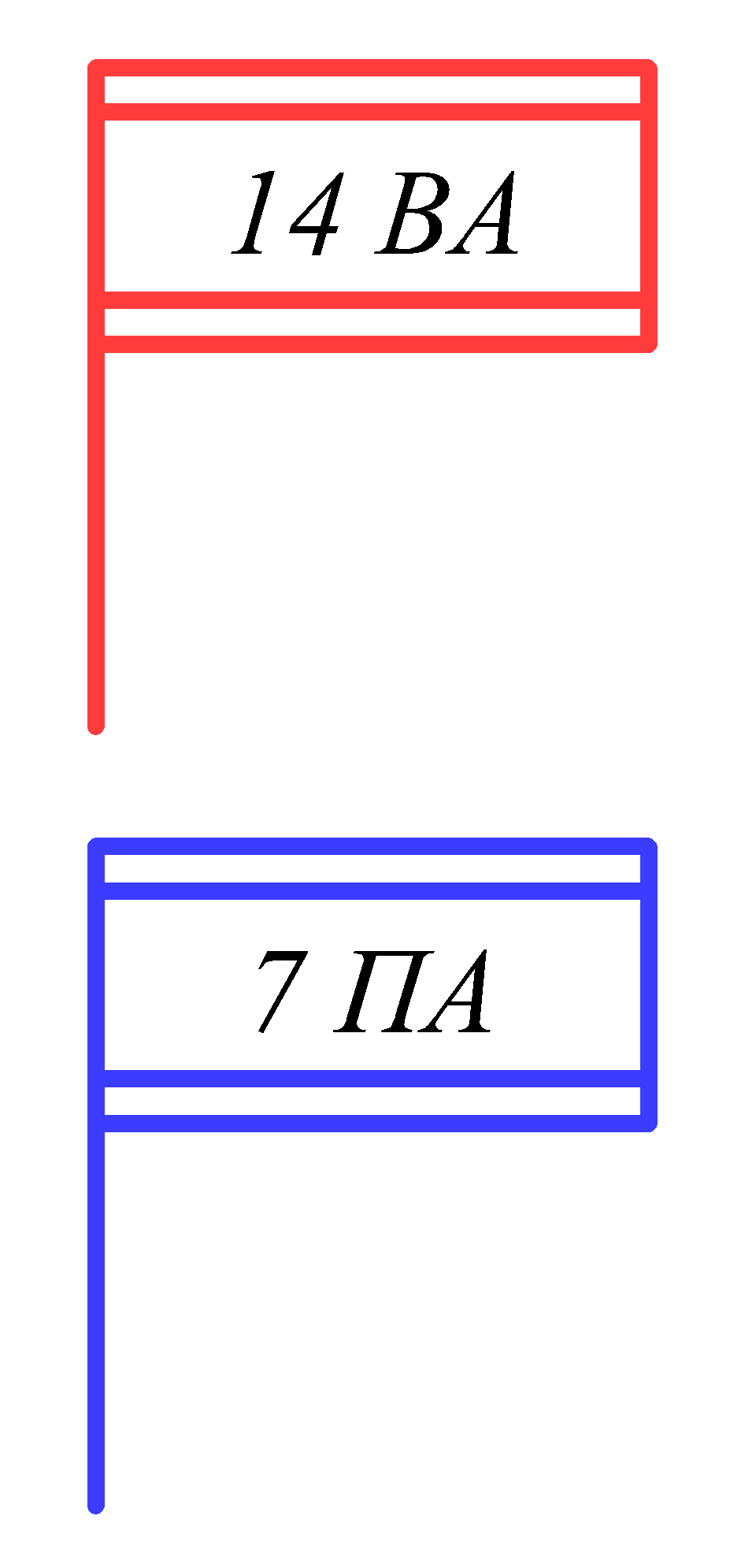
Знак командного пункта армии на военных топографических картах, принятый в СССР и России.
Красный цвет - объединение своих войск.
Синий цвет - объединение войск противника
Примерные сокращения:
14 ВА — 14-я воздушная армия
7 ПА — 7-я полевая армия

Условное обозначение армии в кодировке NАTO.

Армия — оперативное объединение, в состав которого входит несколько соединений и отдельных частей различных родов войск и специальных войск. Предназначено для решения оперативных задач.

## Исторические и современные названия и типы армий
В зависимости от принадлежности к виду вооружённых сил, боевого состава и функционального предназначения различают следующие типы армий:
- общевойсковые (вне СССР и Российской Федерации — полевые);
- танковые;
- ракетные;
- отдельные ПВО;
- предупреждения о ракетном нападении;
- воздушные.

На прошедших исторических этапах в вооружённых силах создавались:
- ударные;
- механизированные;
- воздушно-десантные;
- трудовые;
- резервные;
- конные;
- сапёрные;
- запасные;
- и другие.

В полном наименований армий может присутствовать тип и порядковый общевоинский номер (40-я общевойсковая армия, 3-я танковая армия, 79-я воздушная армия) либо наименование (Приморская армия, Северная армия и т.д.).

## Командование и состав армии

### Командование
В русской военной терминологии к должностному лицу возглавляющему армию используется определение командующий армией, в отличие от нижестоящих формирований, в которых высшие должностные лица именуются командирами (командир корпуса, командир дивизии).

### Управление армии
Совокупность штаба армии, служб и различных органов военного управления при штабе армии называется управлением армии. Задачей управления армии является управление войсками входящих в армию (доведение приказов и приказаний командования, координация совместных действий различных соединений), а также решение вопросов по их всестороннему обеспечению (боевому и тыловому обеспечению). Штат управления армии определяется исходя из объёма и характера предстоящих задач.
Согласно военной реформе 1868 года управление армии Российской империи включало в себя: штаб армии; интендантское управление; артиллерийское управление; инженерное управление; комендантское управление; почтовое управление; управление инспектора военных сообщений; управление главного священника армии. Так же при управлении каждой армии создавался полевой военный суд.
Для каждого объединения штат управления армии может определяться в индивидуальном порядке отдельными директивами военного ведомства. При этом в управление армии могут входить десятки отдельных частей, подчинённые непосредственно штабу армии. Так к примеру штат управления 3-й танковой армии, которая была создана в мае 1942 года, был следующим: полевое управление; военная прокуратура; военный трибунал; отдельная рота охраны; отдельная штабная авторота; отдельная рота Особого отдела НКВД; отдельный батальон связи; отделение полевой связи наркомата связи; военно-почтовая база; полевая почтовая станция; полевое отделение Госбанка; военторг; управление полевой армейской базы; отдельная рота по обслуживанию армейской базы; полевые армейские артиллерийский склад, два склада ГСМ, военно-технический, интендантский и санитарный склады, склад автобронетанкового имущества; армейский ремонтно-восстановительный батальон; три подвижные ремонтные базы; две эвакотракторные роты; управление сборного пункта аварийных машин; армейские артиллерийская ремонтная мастерская и мастерская по ремонту средств связи; полевой подвижный госпиталь; автосанитарная рота; подвижная санитарная эпидемическая лаборатория; два полевых прачечных отряда; три автотранспортных батальона.
Управление армии фактически является единственным постоянным формированием в составе армии, в то время как боевой состав армии (находящиеся в подчинении корпуса, дивизии и бригады) может постоянно изменяться в зависимости от обстановки на театре военных действий и поставленных перед объединением задач. По этой причине в обзорных источниках с перечислением объединений участвовавших в боевых действиях, указываются не полный состав армий (воздушных, общевойсковых, танковых и других), а только их управления .

### Организация войск
Организация войск в армии как на современном этапе так и на прежних исторических этапах может иметь несколько типов. При этом разные типы организации войск иногда могут встречаться в истории вооружённых сил одного государства:
- корпусная организация — армия состоит из нескольких корпусов которые состоят из дивизий или бригад. К примеру в общевойсковых армиях СВ СССР с 1942 по 1957 годы;
- дивизионная организация — армия состоит из нескольких дивизий напрямую подчиняющихся управлению армии. К примеру общевойсковые армии СВ СССР после 1957 года;
- бригадная организация — армия состоит из нескольких бригад напрямую подчиняющихся управлению армии. К примеру сапёрные армии СССР в годы Великой Отечественной войны.

В воздушных армиях некоторых государств может встречаться терминология отличающаяся от принятой в ВВС СССР или ВВС Российской Федерации. Так воздушные армии в ВВС США и ВВС Великобритании в прошлых исторических и современных этапах могли состоять из авиационных крыльев, которые в свою очередь состояли из авиационных групп. В воздушных армиях нацистской Германии аналогом авиационного крыла была эскадра.  

## История
Появление армий отмечается в начале XIX века. До этого периода объединения сухопутных войск выполнявшие стратегические задачи на театрах военных действий обычно составляли одну действующую армию. Причинами для разделения действующей армии на несколько меньших объединений послужили:
- увеличение численности вооружённых сил;
- прогресс военной техники и оружия;
- развитием путей сообщений;
- возрастанием пространственного размаха военных действий.

Изменившиеся обстоятельства, требовавшие рационального управления войсками, максимального использования боевого и маневренного потенциала войск требовало разделения вооружённых сил, действовавших на театре военных действий.
В Российской империи, армии как общевойсковые оперативные объединения, которым позже было присвоено наименование полевая армия (ПА), появились накануне Отечественной войны 1812 года. Первоначально такие армии назывались «частными армиями», чтобы подчеркнуть что они являются частью действующей армии. Для отражения экспедиционных войск Наполеона на трёх разных направлениях в царских войсках было создано три армии:
- 1-я Западная армия — под командованием генерала от инфантерии Барклая-де Толли. 127000 человек и 550 орудий. В составе:
  - 6 пехотных корпусов;
  - 3 резервных кавалерийских корпуса;
  - 14 казачьих полков.
- 2-я Западная армия — генерала от инфантерии Багратиона. 40000 человек и 216 орудий. В составе:
  - 2 пехотных корпуса;
  - 1 резервный кавалерийский корпус;
  - 1 летучий отряд (9 казачьих полков).
- 3-я Западная армия — генерала от кавалерии Тормасова. 43000 человек и 168 орудий. В составе:
  - 3 пехотных корпуса;
  - 1 кавалерийский корпус;
  - 1 летучий отряд (9 казачьих полков).

В Великой армии Наполеона армии стали создаваться в 1813 году. До этого действующая армия французов состояла из 12 пехотных и 4 резервных кавалерийских корпусов.
Позднее армии появились в Пруссии (1866 год) и Японии (1904 год).
В ходе франко-прусской войны 1870—1871 годов в противостоянии участвовали 2 французские и 3 прусские армии. В русско-японской войне 1904—1905 годов было создано 3 русские и 5 японских армий.
В ходе Первой мировой войны количество полевых армий в государствах было следующим:
- Германия — до 15;
- Российская империя — до 15;
- Франция — до 10;
- Великобритания — до 5;
- Австро-Венгрия — до 5.

Участие нескольких армий на театре военных действий потребовало создание фронтов (групп армий), в которые сводились несколько армий. В некоторых случаях армии выполняли поставленные боевые задачи самостоятельно, на отдельно выделенном оперативном направлении. К таким армиям не входившим в состав фронтов (групп армий) применялось определение отдельная армия.
Создание новых армий происходило путём манёвра (перемещения) армейскими полевыми управлениями, в подчинение которых отводились войска действовавшие на определённом участке фронта, либо перебрасываемые с других направлений.
В Российской империи и некоторых других государствах общевойсковые армии именовались полевыми. Состав армии менялся в зависимости от поставленных им оперативных задач и других условий.
В состав полевой армии Российской империи на начало Первой мировой войны входило: 4—5 армейских корпусов и 3—4 отдельные пехотные дивизии (всего 11 — 13 пехотных дивизий); 4—5 кавалерийских дивизий. В их число входило: 200 пехотных батальонов; 150 кавалерийских эскадронов; около 800 орудий; свыше 350 пулемётов. Личный состав армии — 220000—250000 человек. К концу войны в полевой армии было: 2—8 армейских корпуса; до 28 пехотных дивизий и 2800 орудий. Полевой армии придавалось 300—350 самолётов. В полевых армиях Великобритании и Франции некоторые армии дополнялись 300—350 танками.
За время гражданской войны и военной интервенции в России 1917—1922 годов в РККА было создано более 60 общевойсковых армий. Первые объединения, которые создавались из разных формирований бывшей армии Российской империи и формирований Красной армии, появились в начале 1918 года из-за наступлением войск Австро-Венгрии на Украине и контрреволюционными действиями в южных регионах. Были созданы: 1-я, 2-я, 3-я и 4-я армии; 1-я и 2-я Особые армии, 1-я Донская армия, Донецкая армия войск Главковерха Юга России, Юго-Восточная революционная армия, Советская армия Украины и другие объединения.
В связи с тем что большинство данных соединений имело малую численность, располагало выборным командным составом и не имело полевых управлений, организованных тыловых формирований и должной организации войск, их боевые возможности были низкими и недостаточными для оказания сопротивления противнику. Большинство этих армий просуществовало короткое время и были преобразованы либо упразднены. С переходом к принудительному комплектованию в РККА (с мая 1918 года), войска действующей армии стали сводиться в армии постоянного состава. Каждое из объединений располагало от 2—3 и более формированиями под одним номером, при этом преемственность в командовании и боевом составе не сохранялась. Термин «полевая армия» прекратил хождение.
С начала 1918 по середину 1919 года в РККА на стратегических направлениях были постепенно созданы следующие армии:
- Восточный фронт — вновь 1-я, 2-я, 3-я, 4-я (изначально — Особая), 5-я армии и Туркестанская армия;
- Донбасс — 5-я (после 5-я Донская) войск Главковерха Юга России;
- Северный Кавказ — Таманская армия;
- Северный фронт — 6-я и 7-я, позднее — Армия Советской Латвии (впоследствии — 15-я армия),
- Западный фронт (с февраля 1919) — Эстляндская армия;
- Южный фронт — 8-я, 9-я и 10-я (с мая 1920 года — 9-я Кубанская и 10-я Терская), 11-я (из войск РККА Северного Кавказа), 12-я и 13-я армии, 1-я Конная армия;
- Украинский фронт — 1-я Украинская советская армия, 2-я Украинская советская армия (впоследствии 14-я армия); 3-я Украинская советская армия и Крымская советская армия.

С середины 1919 года:
- Туркестанский фронт — вновь 11-я (с мая 1921 года — Отдельная Кавказская);
- Западный фронт — 3-я и 4-я армии, 12-я и 14-я армии (на базе упразднённых 1-й, 2-й и 3-й Украинских советских армий), 15-я армия (вместо Армии Советской Латвии), 16-я армия (вместо Белорусско-Литовской армии)
- Юго-Западный фронт — 2-я Конная армия и 6-я армия (бывшая Заволжская армия);
- Южный фронт — 4-я армия;
- Кавказский фронт —  10-я Терско-Дагестанская;
- Дальний Восток — 5-я армия (вместо Народно-Революционной армии Дальневосточной республики).

В составе армии находилось 2—9 стрелковых корпусов (до октября 1918 года — пехотные) и  1—2 кавалерийские дивизии (либо конский корпус), броневые, воздухоплавательные части, отдельные части и подразделения специальных и вспомогательных войск. Личный состав армии РККА в 1918—1919 годах колебался от 5000 до 30000, а в 1919—1920 годах — от 30000 до 50000 человек.
Объединения в составе Белой армии в 1918—1920 годов по своей организационно-штатной структуре были аналогичны армиям Российской империи Первой мировой войны. Войска адмирала Колчака к весне 1918 года объединяли в себя: Западную, Сибирскую, Оренбургскую и Уральскую армии. В июле 1919 года Западная армия была переформирована в 3-ю армию, а только созданная Сибирская армия стала основой для новых 1-й и 2-й Сибирских армий. Все эти армии образовали Восточный фронт, в состав которой в августе 1919 года вошла Оренбургская армия. Наступление на Петроград осенью 1919 года вела Северо-Западная армия. В составе вооружённых сил Юга России существовали: Добровольческая армия. Донская армия, Крымско-Азовская армия, Кавказская армия, Отдельная Туркестанская армия. В Русской армии генерал-лейтенанта Врангеля в сентябре 1920 года были созданы 1-я и 2-я армии. Каждая армия имела личный состав от 15000 до 60000 человек, которые были сведены в 2—6 армейских и конских корпусов.
Также существовали другие формирования называвшиеся армиями: Народная армия Комуча, Белоповстанческая армия генерала Молчанова, Отдельная Семиреченская армия атамана Анненкова, Народно-добровольческая армия Булак-Балаховича и другие.
Боевые возможности и способы ведения боевых действий армий периода Первой мировой войны и Гражданской войны в России, существенно возросли благодаря развитию вооружений. Армии располагали бронеавтомобилями, танками и самолётами, автоматическим оружием. Но ввиду ограниченного поступления в войска новой техники и её несовершенства, боевой потенциал армий оставался невысоким. Главной ударной силой армий по прежнем оставалась пехота, которая усиливалась немногочисленными артиллерийскими войсками.
Накануне Второй мировой войны оснащенность армий значительно выросла. В ходе войны насыщение войск новейшими образцами оружия и боевой техники шло ускоренными темпами. В составе армий увеличилось количество бронетехники, артиллерийских орудий, автомобильного транспорта и других технических средств.  При относительном снижении личного состава, значительно выросла огневая мощь, ударная сила и подвижность армий.
В организационной структуре и боевом составе армий также произошёл ряд изменений. Были созданы новые типы оперативных объединений в видах вооружённых сил и родах войск.

## Армия в родах и видах вооружённых сил
В данном разделе, в хронологическом порядке, приведены типы армий которые когда-либо существовали.

### Полевая армия

Штандарт командующего полевой армией Вермахта.
1933—1945

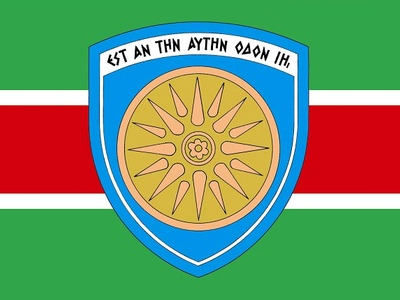
Боевое знамя
1-й полевой армии
ВС Греции

Полевая армия (сокращённо — ПА) — основное оперативное объединение сухопутных войск (сил) некоторых государств. По терминологии принятой в некоторых государствах НАТО — основное тактическое объединение. Назначением полевой армии является ведение боевых действий в составе группы армий либо в автономном порядке на одном из операционных направлений. Во Франции и Японии уточнение по типу армии («полевая») — не применяется.
В составе полевой армии нацистской Германии на 1941 год было в среднем: 3—5 армейских корпусов (от 10 до 16 пехотных дивизий), 2—8 танковых и моторизованных дивизий, 5—8	артиллерийских полков и несколько частей вспомогательного назначения.
Полевая армия США во время Второй мировой войны включала в себя: 2—4 армейских корпуса (от 8 до 16 дивизий из них от 3 до 5 бронетанковых), танковые группы (аналог танковой бригады РККА — около 230 танков) для усиления корпусов, 1—2 артиллерийских бригад полевой артиллерии, зенитные артиллерийские бригады, несколько истребительно-противотанковых дивизионов самоходной артиллерии и другие части.
Полевые армии включались в состав групп армий, которые представляли собой оперативно-стратегические объединения.
Армия сухопутных войск Японии располагала 4—5 пехотными дивизиями, 1—2 пехотными бригадами, 1 танковой дивизией (бригадой) и другими частями. Для поддержки боевых действий полевой армии выделялись авиационные соединения.
В середине 1970-х годов в сухопутных войсках США и Италии упразднили полевые армии, передав их функции армейским корпусам.
К середине 1990-х годов армии (полевые армии) имелись в сухопутных войсках Франции (1-я армия), Великобритании (Британская рейнская армия), Греции (1-я полевая армия), Турции (1-я, 2-я, 3-я и Эгейская полевые армии), а также Японии (Северная, Северо-Восточная, Восточная, Центральная и Западная Армии), в которых они являлись оперативно-территориальными объединениями.
Состав полевой армии включает в себя: от 2 до 4 армейских корпусов (в японской армии — 2—4 пехотных дивизии), артиллерийская бригада, танковая группа, инженерно-сапёрная бригада и другие части боевого и тылового обеспечения. Для усиления полевым армиям могут передаваться из состава группы армий и резерва главного командования бригада армейской авиации, ракетные, артиллерийские и другие части и соединения.

### Резервная армия
Резервная армия — объединение предназначенное для создания резервных соединений и частей, обучения личного состава, а также для привлечения к выполнению внезапно возникающих оперативных задач. Резервные армии как правило создаются в военное время. По опыту прошедших войн в вооружённых силах некоторых государств создавались полевые, общевойсковые, танковые, воздушные резервные армии.
В Российской империи резервные армии впервые были созданы в период русско-австро-французской войны 1805 года и накануне Отечественной войны 1812 года.
В РККА резервная армия была создана в 1918 году. Во время Великой Отечественной войны резервные армии создавались в период до весны 1943 года в составе военных округов и входили в резерв Ставки Верховного главнокомандования, по распоряжениям которой резервные армии применялись для массирования сил и средств на решающих направлениях путём усиления ими действующих фронтов или создания новых фронтов. К примеру в июле 1941 вводом в сражение на московском направлении 14 дивизий из резервных армий (24-й, 28-й, 29-й и 30-й) было остановлено продвижение противника и его попытка прорваться с ходу к Москве (Смоленское сражение 1941 года).  В июле 1942 года 1-я, 5-я и 7-я резервные армии были переименованы соответственно в 64-ю, 63-ю и 62-ю армии, ставшие основой Сталинградского фронта.
Часть резервных армий применялась исключительно для формирования либо доукомплектования действующей армии личным составом и военной техникой. В связи с коренным переломом ситуации на фронтах, с весны 1943 года резервные армии не создавались. Резерв Ставки верховного главнокомандования содержался за счёт вывода с фронта на доукомплектование общевойсковых, танковых и воздушных армий понёсших потери, за которыми сохранялись прежние общевоинские номера. По мере готовности объединения снова включались в состав действующих фронтов.

### Конная армия

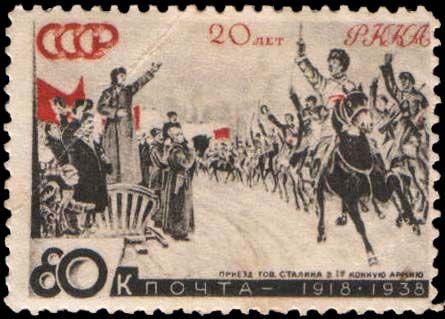
«Приезд тов. Сталина в 1-ю Конную армию».
Почтовая марка СССР.
Слева изображён Сталин, справа Будённый

Конная армия — оперативное объединение кавалерии РККА в годы Гражданской войны.
Всего было создано 2 конные армии (1-я конная армия и 2-я конная армия), которые внесли большой вклад в операциях по разгрому армий Деникина и Врангеля, а также войск интервентов.
На разных этапах войны эти объединения включались в состав различных фронтов являясь их основной ударной силой и главным средством для развития оперативного успеха.
Конная армия включала в свой состав: 3—4 кавалерийские дивизии; отдельные кавалерийские бригады особого назначения; бронеотряды; бронепоезда; авиаотряды и другие отдельные части.
Боевой состав конных армий был непостоянным. В разные периоды личный состав конной армии колебался от 5500 до 26000 (более 75% — кавалеристы). К примеру личный состав 1-й конной армии на 1920 год колебался от 14000 до 26000 человек. 2-я конная армия в том же году имела личный состав от 5500 до 21000 человек.
На вооружении конной армии было: 250—350 пулемётов; до 55 орудий; 36 бронеавтомобилей; 15 самолётов; 5 бронепоездов. В некоторых операциях конным армиям временно придавались 2—3 стрелковые дивизии.

### Трудовая армия
Трудовая армия — тыловое резервное объединение РККА в годы Гражданской войны. Основным предназначением Трудовых армий 1920—1921 годов было восстановление народного хозяйства в условиях продолжающихся боевых действий и угрозы интервенции со стороны других государств. В период с января по апрель 1920 года было создано 8 трудовых армий. Трудовые армии создавались на основе регулярных армий из состава фронтов на которых закончились боевые действия. К примеру: 1-я Уральская революционная армия труда — создана на основе 3-й армии Восточного фронта; 2-я особая железнодорожная армия труда — на основе 2-й особой армии Республики; 2-я Революционная армия труда — бывшая 4-я армия Туркестанского фронта. В общей сложности только в первой половине 1920 года, на восстановление народного хозяйства в трудовых армиях было привлечено 2,5 миллиона военнослужащих РККА.
Использование трудовых армий на восстановительных работах было временной мерой и зависело от политической обстановки. Так с с обострением взаимоотношений с Польшей 1920 года Петроградская трудовая армия в апреле 1920 года вновь была преобразована в 7-ю армию.
В декабре 1921 года все трудовые армии были расформированы за ненадобностью.
Примечание:
Трудовые армии (Трудармия) 1942—1946 годов созданные в годы Великой Отечественной войны в системе ГУЛАГ, не имели никакого отношения к Вооружённым силам СССР. Это были организации по принудительной трудовой эксплуатации граждан из числа репрессированных народов и сословий (раскулаченные крестьяне). Большую часть Трудовых коллективов, созданной в сентябре 1941 года составили этнические немцы проживавшие на территории РСФСР. Треть мобилизованных (так называемых некоторыми «трудармейцы») составили жители республик Средней Азии и Казахстан.

### Общевойсковая армия
Общевойсковая армия (сокращённо — ОА) — принятое в СССР название оперативного объединения сухопутных войск, предназначенное для проведения армейских операций в составе фронта либо самостоятельно на одном или двух операционных направлениях. Является основным типом сухопутных войск и имеет самую продолжительную историю, общую с полевыми армиями.
Общевойсковая армия (англ. Combined arms army) в западных источниках указывается как аналог полевой армии:

The combined arms army is an operational and administrative organization; it is the basic Soviet field army— FM 100-2-1. «Soviet Army Operations and Tactics»
В ВС СССР на начальном этапе Великой Отечественной войны общевойсковая армия имела в своём состав несколько корпусов (стрелковых, механизированных, кавалерийских) и отдельные дивизии (стрелковые, танковые и смешанные авиационные).
В 1941 году, из-за слабого уровня подготовки командного состава, нехватки вооружения, боевой техники и по некоторым другим причинам в штате общевойсковых армий было упразднено корпусное звено и уменьшен состав. Армии состояли из 5—6 дивизий, без управлений корпусов. В 1942—1943 годах повысившийся опыт командного состава, увеличение состава армий, насыщение различными видами вооружений, позволили вернуться к корпусному звену. В штат армии были введены отдельные части артиллерийских войск: пушечный, истребительно-противотанковый, зенитный артиллерийский и миномётный полки.
В 1944 году в штат армии были введены пушечная артиллерийская бригада и отдельный танковый полк. В среднем боевой состав общевойсковой армии включал в себя: 3—4 стрелковых корпуса (от 7 до 12 стрелковых дивизий); 3—4 артиллерийских и миномётных полков или артиллерийскую бригаду, отдельный танковый полк, подразделения специальных войск. Личный состав армии — в среднем 100000—120000 человек. Также в ходе войны повысилось количество средств усиления для общевойсковых армий на время осуществления наступательной операции. Так уже с 1942 года армии действовавшие на направлении главного удара фронта усиливались 1—2 танковыми или механизированными корпусами для создания подвижной оперативной группы войск. В составе некоторых фронтов имелись так называемые ударные армии, представлявшие собой общевойсковую армию увеличенного состава. К окончанию боевых действий в составе действующей армии находилось 76 общевойсковых армий, из которых 11 имели статус гвардейских, а 5 статус ударных.
В послевоенный период до 1957 года в общевойсковых армиях сохранялось корпусное звено, после чего оно было упразднено.
В состав общевойсковой армии сухопутных войск СССР обычно входили: 4—5	мотострелковых дивизий, 2—3 танковые дивизии, армейский комплект соединений и частей родов войск и специальных войск. Состав армии зависел от оперативного предназначения и условий театра военных действий. В послевоенный период произошло насыщение войск большим количеством бронетехники, самоходной артиллерии, РСЗО, средствами ПВО, ПТРК, что повысило наступательные и оборонительные возможности общевойсковой армии и способность противостоять ударам ВВС и сухопутных войск противника.
На текущем историческом этапе термин общевойсковая армия используется только в Вооружённых силах Российской Федерации.

### Воздушная армия

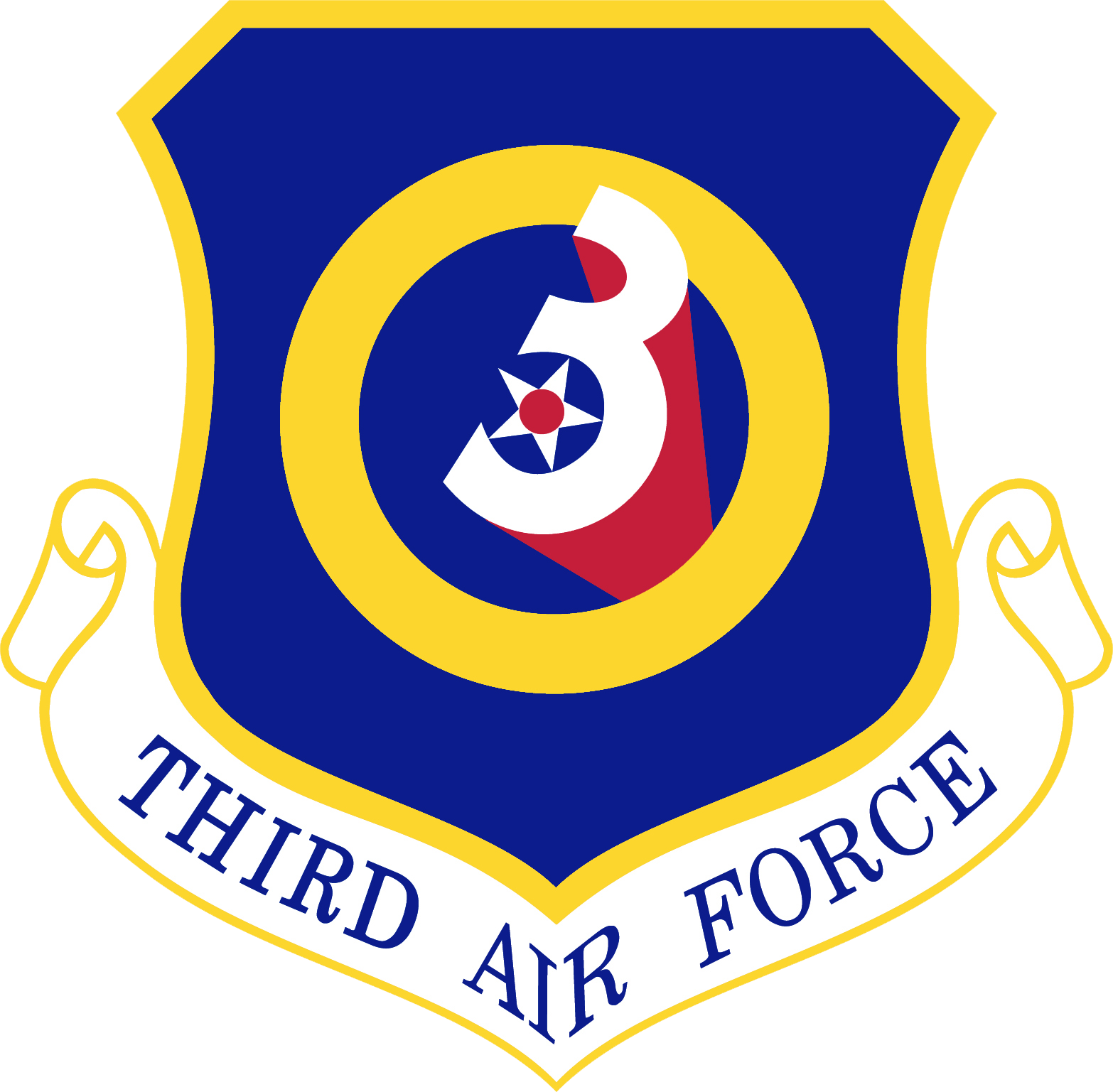
Эмблема 3-й воздушной армии ВВС США

Воздушная армия (сокращённо — ВА) — оперативное объединение дальней (стратегической), фронтовой (тактической) и военно-транспортной авиации некоторых государств, которое предназначено для действий совместно с другими видами вооружённых сил государств и решения самостоятельных оперативных и стратегических задач.
Первые объединения в ВВС появились в СССР. В составе ВВС Красной армии первые воздушные армии были созданы в 1936 году под названием Армия особого назначения. 
В период Великой Отечественной войны воздушные армии начали создаваться в 1942 году на базе ВВС фронтов и общевойсковых армий. Они включали в свой состав истребительные, штурмовые, бомбардировочные, авиационные корпуса и авиационные дивизии; отдельные авиационные полки а также части и подразделения боевого и тылового обеспечения. К окончанию боевых действий было создано 17 воздушных армий фронтовой авиации и 1 воздушная армия Дальней авиации. Отдельно весной 1943 года была создана 1-я воздушная истребительная армия ПВО для обороны важнейших городов и промышленных зон.
В 1946 году 18-я воздушная армия Дальней авиации была упразднена с созданием Дальней авиации в составе 3 воздушных армий. С 1959 года в состав воздушных армий Дальней авиации были введены дивизии баллистических ракет класса «земля—земля». В начале 1960-х годов управления воздушных армий Дальней авиации были преобразованы в управления ракетных армий РВСН, а Дальняя авиации была переведена на корпусную организацию.
В 1980 году воздушные армии фронтовой авиации были переформированы в ВВС военных округов. Одновременно были созданы воздушные армии Верховного главнокомандования стратегического и оперативного назначения для осуществления самостоятельных оперативно-стратегических и оперативных задач в интересах стратегической операции на театрах военных действий. В 1988 году для повышения централизации управления, массирования усилий авиации на главном направлении были восстановлены воздушные армии фронтовой авиации. 
Аналогом воздушной армии в ВВС Великобритании является объединение называемое «авиационное командование». С момента создания ВВС Великобритании состояла из ВВС метрополии (соединения и части дислоцированные в непосредственно в Британии) и ВВС заморских территорий (соединения и части в колониях Британской империи). ВВС Великобритании, в отличие от других государств объединения, создавались как по территориальному признаку, так и по функциональному предназначению. По территориальному признаку — соединения создавались в заморских ВВС, по функциональному предназначению — в ВВС метрополии. К таковым относятся Истребительное командование (англ. RAF Fighter Command), Бомбардировочное командование (англ. RAF Bomber Command) и Береговое командование (англ. RAF Coastal Command) созданные в 1936 году.
В Люфтваффе Третьего рейха аналогом воздушной армии были воздушные флота (нем. Luftflotte), которые были созданы до начала Второй мировой войны в 1939 году. В состав каждого из воздушных флотов входило от 800 до 1200 самолётов. Воздушные флота состояли 2-4 авиационных и зенитных корпусов или дивизий. В авиационные корпуса сводились от 3 до 5 эскадр. В состав эскадры входили группы и эскадрильи однотипных самолётов.
В ВВС США воздушные армии были созданы осенью 1940 года. На современном этапе по функциональному предназначению делятся на боевые и обеспечивающие. Боевые воздушные армии являются оперативными объединениями и входят в авиационные либо объединённые командования. Воздушные армии США состоят из авиационных крыльев (аналог авиационной дивизии), в которые сводятся авиационные группы (аналог авиационного полка), состоящие в свою очередь из нескольких эскадрилий. Некоторые воздушные армии ВВС США несмотря на название не являются авиационными формированиями, основу которых составляют соединения располагающие военными самолётами различного назначения, а выполняют иные задачи. К таковым относятся:
- 14-я воздушная армия — объединение ведущее радиолокационное слежение за воздушным и космическим пространством[20]. Является аналогом существовавшего в Вооружённых силах РФ Отдельного корпуса контроля космического пространства.
- 20-я воздушная армия — объединение стратегических ракетных войск наземного базирования в составе Командования глобальных ударов ВВС США. Располагает шахтными пусковыми установками МБР[21]
- 24-я воздушная армия — объединение Кибернетического командования США. Предназначена для проведения кибервойн[22].

К обеспечивающим объединениям относятся воздушные армии осуществляющие следующие задачи:
- 2-я и 19-я воздушные армии — подготовка лётного и технического персонала для ВВС;
- 4-я, 18-я и 22-я воздушные армии — объединения военно-транспортной авиации выполняющие перевозку грузов, вооружения и личного состава.

В ВВС Императорской армии Японии воздушные армии были сформированы непосредственно в период Второй мировой войны в 1942 году. Каждая из них была создана объединением двух авиационных корпусов, которые при этом были переименованы в авиационные дивизии. В состав воздушной армии входило две авиационные дивизии. В состав каждой авиационной дивизии входило от 2 и более авиационных бригад. В среднем в составе авиационной бригады было 3—4 авиационных полка. Авиационные полки располагали от 27 до 49 самолётов сведённых в 3 и более эскадрильи. Личный состав полка — около 400 человек. Всего было создано 6 воздушных армий.
В ВВС Российской Федерации в конце 1994 управления воздушных армий, входивших в состав Дальней авиации, были упразднены, а их соединения и части были переведены в подчинение непосредственно командованию Дальней авиации. В ходе военной реформы 1998 года все воздушные армии фронтовой авиации были объединены с отдельными армиями ПВО и корпусами ПВО и преобразованы в Армии ВВС и ПВО.

### Сапёрная армия
Сапёрная армия (сокращённо — СА) — объединение инженерных войск ВС СССР в начальный период Великой Отечественной войны. Предназначением сапёрных армий было заблаговременное возведение стратегических тыловых оборонительных рубежей, а также подготовки инженерных частей для действующей армии.
Сапёрные армии были созданы постановлением Государственного комитета обороны от 13 октября 1941 года. По данному постановлению было создано 9 сапёрных армий располагавших общей численностью в 300000 человек. Сапёрные армии получившие общевоинскую нумерацию со 2-й по 10-ю, имели бригадную организацию войск: управлению сапёрной армии непосредственно подчинялись от 2 до 4 сапёрных бригад. Всего для укомплектования сапёрных армий было создано 30 сапёрных бригад, в составе каждой из которых было: 19 сапёрных батальонов; автотракторный батальон; отряд механизации. Личный состав сапёрной бригады — около 10000 человек.
Согласно директиве заместителя Народного комиссара обороны от 24 декабря 1941 года, была создана 1-я сапёрная армия в составе 10 сапёрных бригад (каждая состояла из 8 сапёрных батальонов). Личный состав сапёрной бригады — 4500 человек.
По мере выполнения поставленных задач некоторые сапёрные армии были расформированы с переподчинением сапёрных бригад в другие сапёрные армии. Так весной 1942 года состав 8-й сапёрной армии увеличился с 4 до 10 сапёрных бригад, которые были переданы от расформированных 4-й, 9-й и 10-й сапёрных армий.
К октябрю 1942 года все сапёрные армии были расформированы.

### Ударная армия
Ударная армия (сокращённо — УА) — оперативное объединение сухопутных войск СССР в период Великой Отечественной войны. Представляла собой общевойсковую армию увеличенного состава и усиленная большим количеством танковых и артиллерийских соединений и частей.
Ударные армии создавались в начальный период войны для разгрома противника на главных направлениях. Всего в период с ноября 1941 по декабрь 1942 года было создано 5 ударных армий с общевоинской нумерацией с 1-й по 5-ю. Основу ударных армий составляли стрелковые дивизии и стрелковые бригады. В период с 1943 по 1945 годы ударные армии в среднем располагали от 9 до 20 стрелковых дивизий (2 стрелковые бригады рассматриваются как 1 стрелковая дивизия).
С окончанием боевых действий все ударные армии за ненадобностью были расформированы.  

### Танковая армия

Эмблема 2-й танковой армии Вермахта

Танковая армия (сокращённо — ТА) —  оперативное объединение сухопутных войск (сил) в годы Второй мировой войны, а также в послевоенный период. Назначением танковой армии является развитие прорыва и проведение оперативного манёвра при наступательных операциях, а также при выполнении других оперативных задач совместно с другими объединениями фронта (группа армий). Танковые армии создавались только в двух государствах — в СССР и в Германии.
В Третьем рейхе танковые армии были созданы на рубеже 1941—1942 годов на базе танковых групп. Всего было создано 6 танковых армий. В состав танковой армии входили: от 2 до 4 армейских и танковых корпуса (всего от 8 до 28 дивизий), от 400 до 800 танков.
В сухопутных войсках СССР создание танковых армий началось в 1942 году. К окончанию боевых действий в Великой Отечественной войне было создано 10 танковых армий. В среднем в состав танковой армии входило: 2 танковых корпуса; механизированный корпус, отдельная танковая бригада, 1—2 стрелковые дивизии и другие части. В состав некоторых танковых армий изначально сводились стрелковые и кавалерийские соединения с разными манёвренными возможностями, что усложняло их согласованное использование в операциях, особенно при развитии успеха в оперативной глубине и усложняло управление войсками. По этой причине в 1943 было принято привести штат танковой армии к однородному составу. В состав танковой армии входили: В них обычно входили 2 танковых и 1 механизированный корпус; отдельная танковая бригада; 1—2 самоходные артиллерийские бригады; артиллерийские, зенитно-артиллерийские, инженерные и другие соединения и части. Танковая армия располагала из вооружения: до 800 танков и САУ; 750 артиллерийских орудий, миномётов и боевых машин реактивной артиллерии.
Начиная с 1943 года в большинстве наступательных операций танковые армии представляли собой подвижные группы фронтов и были главным средством развития успеха. В некоторых операциях танковые армии использовались для завершения прорыва тактической зоны а иногда и главной полосы обороны противника, если в смежных общевойсковых армиях ощущался недостаток в войсках. В оборонительных операциях танковые армии находились во вторых эшелонах и резервах фронтов для подготовки контрударов и удержания важных рубежей как в автономном порядке так и во взаимодействии с общевойсковыми армиями. По окончании боевых действий танковые армии были преобразованы в механизированные армии.
В 1957 году танковые армии были повторно созданы со следующим составом: 3 танковые дивизии, 1 тяжёлая танковая дивизия. В 1960-х годах тяжёлые танковые дивизии были преобразованы в танковые дивизии. Во второй половине 1970-х годов в состав танковых армий были включены мотострелковые дивизии.
Несмотря на название (танковая армия), некоторые подобные объединения на позднем этапе существования СССР, практически ничем не отличались от общевойсковых армий. К примеру на 1987 год 3-я общевойсковая армия состояла из 4 танковых дивизий, а 28-я общевойсковая армия состояла из 3 танковых и 1 мотострелковой дивизии.
На современном этапе, западные эксперты при анализе организации войск Вооружённых сил Российской Федерации также не видят разницы между существующими 1-й гвардейской танковой армией и 20-й гвардейской общевойсковой армией.

### Механизированная армия
Механизированная армия (сокращённо — МехА) — оперативное объединение сухопутных войск ВС СССР. Существовали в период с 1 июня 1945 года по 12 марта 1957 года. Были созданы на базе танковых армий и предназначались как подвижная группа для развития успеха во фронтовой наступательной операции.
В состав механизированной армии входили: 2 танковые дивизии и 2 механизированные дивизии; артиллерийские части; части гвардейских миномётов (РСЗО); мотоциклетных, инженерно-сапёрных и других подразделений. К середине 1950-х годов вместо стрелковых и механизированных соединений, в процессе механизации войск, были созданы более мощные и мобильные мотострелковые войска, ставшие основой общевойсковых армий. В связи с необходимостью сближения боевых возможностей механизированных и общевойсковых армий, механизированные армии были упразднены, а на их основе в 1957 году были созданы танковые и общевойсковые армии.
| Механизированная армия                 | Судьба                               |
| -------------------------------------- | ------------------------------------ |
| 1-я гвардейская механизированная армия | Переформирована в танковую           |
| 2-я гвардейская механизированная армия | Переформирована в танковую           |
| 3-я гвардейская механизированная армия | Переформирована 29.04.1957 в 18-ю ОА |
| 4-я гвардейская механизированная армия | Переформирована 29.04.1957 в 20-ю ОА |
| 5-я гвардейская механизированная армия | Переформирована в танковую           |
| 6-я гвардейская механизированная армия | Переформирована в танковую           |
| 7-я механизированная армия             | Переформирована в танковую           |
| 8-я механизированная армия             | Переформирована в танковую           |
| 9-я механизированная армия             | Расформирована 15.07.1947            |
| 10-я механизированная армия            | Расформирована 15.06.1947            |
| Отдельная механизированная армия       | Переформирована 04.06.1957 в 1-ю ОА  |

### Отдельная армия ПВО
Отдельная армия ПВО (сокращённо — OA ПВО) — в ВС СССР и ВС российской Федерации оперативное объединение войск противовоздушной обороны, выполняющее задачи прикрытия от ударов воздуха и космоса крупных административных, промышленно-экономических центров (районов) страны, группировок войск (сил), важных военных и других объектов, а также выполняет оповещение органов управления оперативно-стратегического и оперативного звена, органов гражданской обороны о непосредственной угрозе воздушного нападения. Также на объединения была возложена задача по установлению начала воздушно-космического нападения и предупреждения о нём высшего государственного и военного руководства страны.
Боевой состав зависел от количества и важности прикрываемых центров (районов), объектов и других факторов.
Первые армии ПВО были созданы в СССР весной 1942 года в ходе Великой Отечественной войны. Так были созданы Бакинская, Забайкальская, Ленинградская, Приамурская и Приморская армии ПВО. К ноябрю 1945 Ленинградская и Бакинская армии ПВО были переформированы в особые корпуса ПВО.
Весной 1946 года Приморская и Забайкальская армии ПВО были упразднены, а на их основе был создан Дальневосточный округ ПВО. Летом 1947 года Бакинская армия ПВО была восстановлена, а в декабре 1948 года преобразована в район ПВО 1-й категории. Развитие сил, средств и способов нанесения ударов с воздуха и расширение масштабов борьбы с воздушным противником потребовало повторное создание армий ПВО. Летом 1954 года были созданы Особая Ленинградская, Киевская, Северо-Кавказская и Уральская армии ПВО. В административно-территориальном плане каждая из созданных армий ПВО создавалась в пределах одного военного округа и подчинялась его командованию и главнокомандующему Войск ПВО СССР.
Весной 1955 на основе первой развёрнутой в СССР зенитно-ракетного комплекса С-25 была создана Армия ПВО для обороны Москвы. Она состояла из корпусов ПВО, в которых было несколько зенитно-ракетных полков, узлы радиолокационного обнаружения и другие части.
В 1960 году все армии ПВО, в составе которых были соединения и части различных родов войск ПВО и специальных войск (авиация ПВО, зенитно-ракетные войска, радиотехнические войска) были переименованы в Отдельные армии ПВО. Каждая из отдельных армий выполняла задачи на одном или нескольких воздушно-космических направлениях и подчинялась напрямую главнокомандующему Войсками ПВО страны. Зона ответственности отдельной армии охватывала территорию от 1 до 3 военных округов. К концу I960 года в войсках ПВО на территории СССР было создано 8 отдельных армий ПВО. В период существования Единой системы ПВО Варшавского Договора одна отдельная армия была создана в составе вооружённых сил ЧССР.

### Воздушно-десантная армия

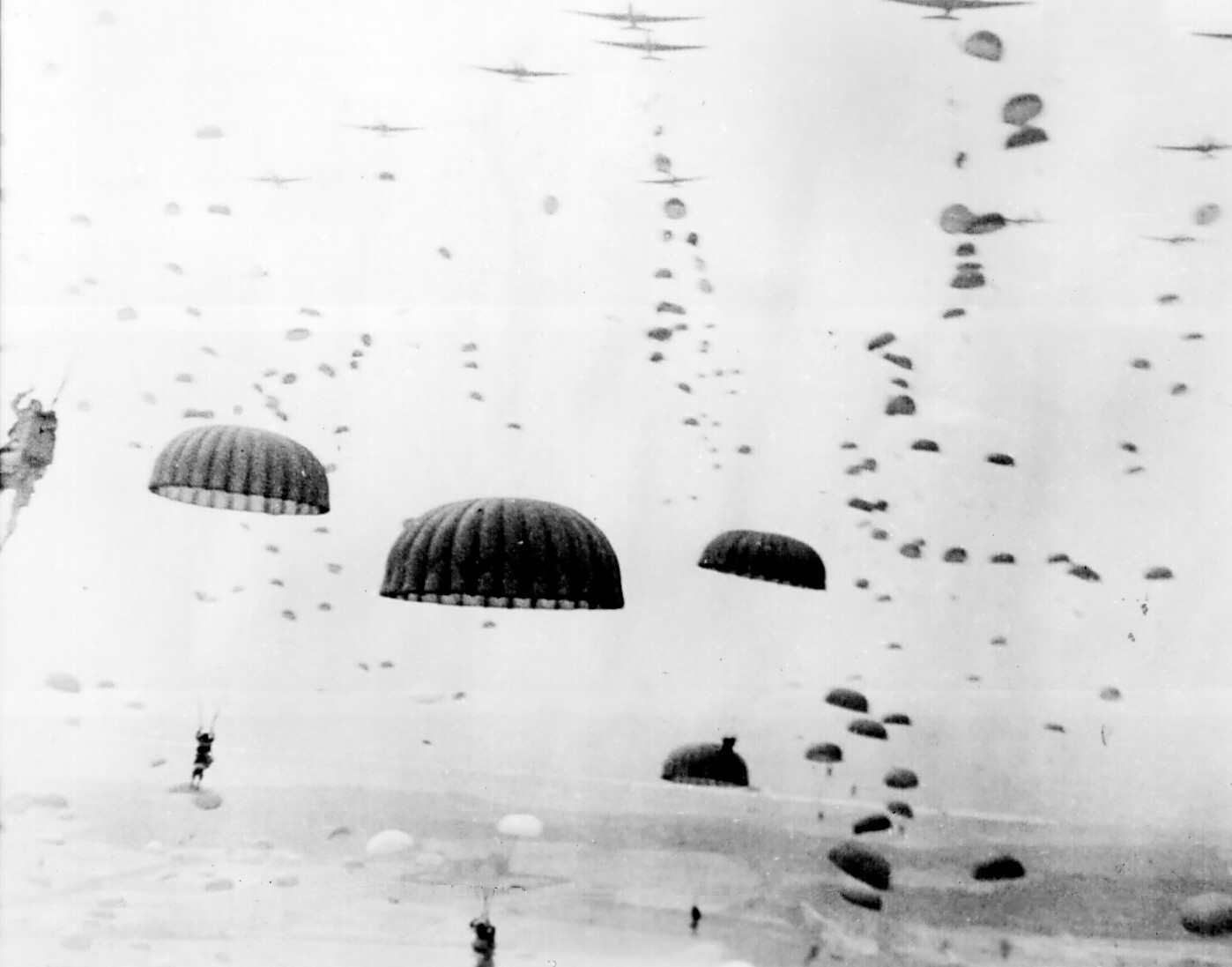
Голландская операция.
Высадка соединений 1-й союзной воздушно-десантной армии

Воздушно-десантная армия (сокращённо — ВДА) — оперативное объединение воздушно-десантных войск, предназначенное для выполнения оперативно-стратегических задач в тылу противника.
Всего в военной истории было засвидетельствовано создание 4 подобных объединений, из которых 3 были созданы в период Второй мировой войны.
Впервые воздушно-десантная армия была создана в Третьем рейхе в конце 1943 года под названием 1-я парашютная армия. В состав армии вошли 8 парашютных дивизий объединённых в 2 воздушно-десантных корпуса и танковая дивизия «Герман Геринг». Общая численность армии оценивалась в 120000 человек.
В августе 1944 англо-американское командование для проведения крупных воздушно-десантных операций на территории Западной Европы создало 1-ю союзную воздушно-десантную армию  в составе 2 воздушно-десантных корпусов (1-й британский и 18-й американский). Первоначально в союзную воздушно-десантную армию вошло 5 воздушно-десантных дивизий. Впоследствии их количество увеличилось до 7 (6 воздушно-десантных и 1 дивизия планерной пехоты).
По прямому предназначению (воздушный десант в тыл противника) применялась только 1-я союзная воздушно-десантная армия участвовавшая в воздушных десантах в ходе Голландской операции, Арнемской и Рейнской воздушно-десантных операций.
1-я парашютная армия вермахта использовалась в боевых действиях как обычная полевая армия. Созданная в Красной армии осенью 1944 года Отдельная гвардейская воздушно-десантная армия, к концу года была переформирована в 9-ю гвардейскую армию и также участвовала в боевых действиях как обычная общевойсковая армия.

### Ракетная армия
Ракетная армия (сокращённо — РА) — оперативное объединение Ракетных войск стратегического назначения, выполняющее задачи по поражению стратегических объектов противника в ядерной войне на одном или нескольких стратегических воздушно-космических направлениях.
Для создания первых ракетных армий были использованы управления воздушных армий дальней авиации. На вооружении имели ракетные комплексы средней дальности. До конца 1960-х годов в составе РВСН одновременно с ракетными армиями существовали отдельные ракетные корпуса, имевшие на вооружении межконтинентальные баллистические ракетные комплексы и отдельные ракетные корпуса со смешанным составом вооружения. В 1970 году все отдельные ракетные корпуса были преобразованы в ракетные армии, которые стали единственным типом объединения в РВСН.
Ракетная армия состоит из: управления армии, нескольких ракетных дивизий с различными типами вооружения (с шахтными пусковыми установками, подвижными  грунтовыми ракетными комплексами и боевыми железнодорожными ракетными комплексами), частей и подразделений специальных войск, транспортной авиации и тыла.

### Армия ВВС и ПВО
Армия ВВС и ПВО — оперативное объединение из авиационных, зенитно-ракетных и радиотехнических соединений и частей в составе ВКС России. Предназначена для противовоздушной обороны территории государства и содействию сухопутным войскам и военно-морскому флоту.
Авиационная составляющая в армиях ВВС и ПВО представлена истребительными, штурмовыми, бомбардировочными, военно-транспортными, разведывательными авиационными полками. Также в составе армий ВВС и ПВО есть вертолётные бригады и полки, выполняющими функции армейской авиации.
В 1990-е годы Вооружённые силы Российской Федерации находились в тяжёлой ситуации из-за общего экономического и демографического спада в государстве. Прежняя организация Вооружённых сил оказалась для экономики РФ неподъёмной в связи с чем было решено провести её оптимизацию. В ходе военной реформы (1997—1999) было принято решение о слиянии двух ранее отдельных видов вооружённых сил (ВВС и Войск ПВО). В связи с этим с 1998 года начали создаваться новый тип объединений Армия ВВС и ПВО, на базе прежде существовавших воздушных армий (ВА), корпусов ПВО (КПВО) и отдельных армий ПВО (ОА ПВО). Всего было создано 5 объединений:
- 4-я армия ВВС и ПВО — управление в г. Ростов-на-Дону. Создан слиянием 4-й воздушной армии и 11-го корпуса ПВО[32];
- 5-я армия ВВС и ПВО — Екатеринбург. Создана на базе 5-го корпуса ПВО;
- 6-я армия ВВС и ПВО — Санкт-Петербург. Создана на основе 6-й отдельной армии ПВО, в которую вошли части и соединения 16-й и 76-й воздушных армий[33];
- 11-я армия ВВС и ПВО — Хабаровск. Создана слиянием 1-й воздушной армии и 11-й отдельной армии ПВО[34]
- 14-я армия ВВС и ПВО — Чита. Создана на основе 14-й отдельной армии ПВО[35]

В ходе реформирования вооружённых сил, все армии ВВС и ПВО были в 2009 году переформированы в командования ВВС и ПВО.
В 2015 году указом Президента Российской Федерации были заново воссозданы 4-я, 6-я, 11-я и 14-я армии ВВС и ПВО путём переформировывания командований ВВС и ПВО. Тем же указом была создана 45-я армия ВВС и ПВО в составе Северного флота.

## Количество управлений армий по государствам
На 2018 год в вооружённых силах различных государств имеется следующее количество управлений армий (англ. army headquarters):
- Греция — 1 полевая армия;
- Китай — 13 общевойсковых армий;
- КНДР — 2 полевые армии;
- Россия — 1 танковая армия, 11 общевойсковых армий, 5 армий ВВС и ПВО, 1 армия ВКС, 1 армия ПВО-ПРО, 3 ракетные армии;
- США — 17 воздушных армий (англ. Numbered Air Force);
- Таиланд — 4 полевые армии;
- Турция — 4 полевые армии;
- Япония — 5 полевых армий.